# 한글 2000
한글 2000은 1988년 여름 한컴퓨터연구소에서 만든 워드프로세서이다. 위지윅 방식을 사용한 최초의 한글 워드프로세서이며 외곽선 글꼴과 레이저 프린터를 위한 레이저 버전을 갖추었다. 한글과컴퓨터의 한/글의 모체가 되는 워드프로세서이며 나중에 통합되게 된다. 나중에 이름을 사임당으로 바꾼다. 업그레이드 버전인 '사임당 프로', '사임당 매직'도 출시되었다. '쪽박사'라는 이름의 보급판도 있었다. 강력한 복사방지와 비싼 가격 때문에 널리 보급되지 못했다. 1994년 한/글에 흡수된다.
한컴퓨터연구소는 1983년 설립되었으며, 정재열이 팀 리더를 맡고 강태진이 프로그래밍을 맡았으며, 한석주도 함께 일했다.
뒤이어 출시된 한/글의 모태가 되는 만큼 한/글이 만들어지는 데 영향을 끼치게 되었다. 한컴퓨터연구소의 첫 채용 직원이 이찬진이었고 짧게 일한 경력이 있다. 이찬진은 한글 2000을 사용하고 버그 리포트도 보낸 것으로 알려져 있다.당시 도트 매트릭스에 내장된 하드웨어 한글을 출력하는 것이 아니라 그래픽으로 처리된 한글을 출력하고, 위지윅 방식을 사용한 점, 세 번 겹쳐서 출력하는 방식 등이다.
1. ↑  name="4. 쪽박사로 신사임당까지 저물다." url="https://m.cafe.daum.net/myshoppingmall/3YH6/6?listURI=%2Fmyshoppingmall%2F3YH6"
2. ↑  https://www.sisajournal.com/news/articleView.html?idxno=108514
3. ↑  http://www.economy21.co.kr/news/articleView.html?idxno=1238
4. ↑  https://zdnet.co.kr/view/?no=20180213111151
5. ↑  http://www.economy21.co.kr/news/articleView.html?idxno=1238